# Marija Šestić

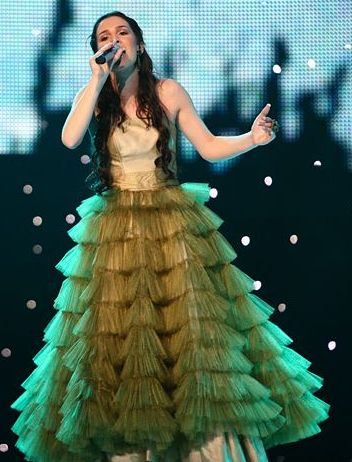
Marija Šestić under Eurovision Song Contest 2007.

Marija Šestić, född 5 maj 1987 i Banja Luka i Bosnien-Hercegovina, är sångerska och musiker. Hon representerade sitt hemland i Eurovision Song Contest 2007 i Helsingfors, Finland med bidraget Rijeka bez imena.
Hennes far, Dušan Šestić, komponerade Bosnien-Hercegovinas nuvarande nationalsång, Intermeco.